# Бельский, Лев Николаевич
Лев Никола́евич Бе́льский (Вельский) (настоящее имя Абра́м Миха́йлович Ле́вин; 1889, Мир, Минская губерния — 16 октября 1941, Москва, «Коммунарка») — руководящий сотрудник ВЧК-ОГПУ-НКВД СССР, комиссар государственной безопасности 2 ранга, начальник УРКМ НКВД СССР, заместитель наркома НКВД СССР (03.11.1936—08.04.1938); первый заместитель наркома путей сообщения СССР (08.04.1938—01.04.1939), депутат Верховного Совета СССР 1 созыва. Один из организаторов Большого террора 1937—1938 гг. Признан не подлежащим реабилитации.

## Биография
Родился в еврейской семье служащего транспортной конторы. В 1903—1907 годах — ученик-мальчик в конторе на фабрике Зильберблата в Варшаве, экстерном сдал экзамены при Виленском учебном округе на домашнего учителя и аптекарского ученика (1908), в 1907—1908 годах — давал частные уроки в Вильно, в 1909—1910 годах — фармацевт в аптеке в местечке Мир. Состоял в БУНДе в 1905—1907 гг.

## В армии
Рядовой 29-й артиллерийской бригады, Рига 01.1911—10.1916 гг. (с 07.1914 года на фронте); писарь в хлебопекарне интендантства 20-го стр. корпуса 10.1916—10.1917 гг.
Состоял в РСДРП(б) с июня 1917 г.

## Революция
- 10.1917—01.1918 гг. — управделами Вилейского горсовета;
- 1917 год — товарищ председателя Вилейского гарнизонного Совета;

## В органах ВЧК-ГПУ-НКВД
С 1918 года.
- 02.—01.04.1918 г. — инструктор НКВД РСФСР по организации Советов.
- 04.1918—07.1919 г. — председатель Симбирской губ. ЧК;

служил на Восточном и Южном фронтах;
- 09.1919—09.1920 гг. — начальник Особого отдела 8-й армии, затем начальник ОО Астраханской губЧК;
- 04.1920—02.1921 гг. — председатель Астраханской губЧК;
- 02.—10.1921 г. — полпред ВЧК в Тамбовской губ.;
- 10.1921—02.1922 гг. — полпред ВЧК на Дальнем Востоке;
- 03.02.1922—26.10.1923 гг.— полпред ГПУ на Дальнем Востоке. После освобождения Владивостока войсками ДВР 31 октября 1922 года вместо Военно-революционного комитета (сформирован местным подпольем) появился Приморский областной военно-революционный комитет под руководством Бельского[3];
- 15.11.1923—17.02.1930 гг. — полпред ГПУ—ОГПУ по Туркестану, Средней Азии;
- 17.02.1930—08.08.1931 гг. — полпред ОГПУ по Московской обл.;
- уволен из органов ОГПУ СССР за участие в коллективном выступлении против Г. Г. Ягоды и протесте против фабрикации «дела Весна»;
- 05.08.1931—23.07.1933 гг. — начальник Главнарпита НК снабжения СССР;
- 11.08.1931—23.07.1933 гг. — член коллегии НК снабжения СССР;
- 25.07.1933—04.01.1934 гг. — полпред ОГПУ по Нижне-Волжскому краю;
- 26 января—10 февраля 1934 года делегат XVII съезда ВКП(б)[4].
- 04.01.—10.07.1934 г. — начальник ГУРКМ ОГПУ СССР;
- 10.07.1934—07.08.1937 гг. — начальник ГУРКМ НКВД СССР;
- 03.11.1936—08.04.1938 гг. — заместитель наркома НКВД СССР; активный участник арестов и оформления в «особом порядке» к расстрелу «дел» ряда сотрудников НКВД СССР (А. Х. Артузов, Г. И. Бокий, С. В. Пузицкий, М. И. Гай, К. В. Паукер, А. М. Шанин, В. К. Лапин, З. И. Волович, И. М. Островский, А. Я. Лурье, Г. В. Голов[5], М. О. Станиславский[6], Л. Н. Иванов[7], П. П. Пакалн, С. Г. Фирин, Л. А. Иванов[8], М. Л. Богуславский, Н. Н. Грац-Павлинов[9] и др.). Как представитель Н. И. Ежова выезжал в Киев в августе 1937 г. для проверки многочисленных жалоб на действия нового наркома НКВД УкрССР И. М. Леплевского.
- Как начальник УРКМ НКВД СССР несет ответственность за деятельность милицейских «троек» региональных УНКВД и массовые расстрелы в рамках т. н. «уголовной акции» «кулацкой операции» НКВД СССР.

## В системе НК путей сообщения СССР
- 08.04.1938—01.04.1939 гг. — первый заместитель наркома путей сообщения СССР;
- 1939—30.06.39 г. — начальник строительства железной дороги Карталы—Акмолинск.

Арестован 30 июня 1939 года. Внесен в Список В. Меркулова от 6 сентября 1940 г. по 1-й категории. Приговорён к ВМН ВКВС СССР 5 июля 1941 г. по статьям 58-1б («измена Родине, совершенная военнослужащим»), 58-8 («террор»), 58-9 («диверсионная деятельность»), 58-11(«участие в антисоветской заговорщической террористической организации в органах НКВД») УК РСФСР. Расстрелян 16 октября 1941 г. вместе с большой группой осужденных приговорами ВКВС СССР и местных военных трибуналов. Место захоронения и, возможно, расстрела — спецобъект НКВД «Коммунарка».
30 сентября 2014 г. Судебной коллегией по делам военнослужащих Верховного суда РФ признан не подлежащим реабилитации.

### Награды
- орден Ленина 22.07.1937 (лишен посмертно Указом Президиума ВС СССР от 21.03.1947);[12]
- орден Красного Знамени 18.07.1921(лишен посмертно Указом Президиума ВС СССР от 21.03.1947);[12]
- орден Красного Знамени 14.12.1927 (лишен посмертно Указом Президиума ВС СССР от 21.03.1947)[12]
- орден Трудового Красного Знамени Узбекской ССР № 41 27.12.1927;
- знак «Почетный работник ВЧК—ГПУ (V)» № 518;
- медаль «XX лет РККА» 22.02.1938;
- пистолет системы «Маузер» с надписью «За беспощадную борьбу с контрреволюцией» 1927.